# Tifo (zoonosi)
Il tifo, noto anche come febbre tifica, da non confondere con la febbre tifoide, è un gruppo di malattie infettive i cui sintomi più comuni includono febbre, mal di testa ed eruzioni cutanee, comprendente il tifo epidemico (causato da Rickettsia prowazekii trasmessa da pidocchi del corpo), il tifo fluviale (causato da Orientia tsutsugamushi trasmessa da acari trombiculidi) e il tifo murino (causato da Rickettsia typhi trasmessa da pulci).
Il tifo è stato descritto almeno dal 1528; il nome (dal greco antico τῦφος?, typhus, "nebbioso, fumoso") descrive lo stato d'animo soporoso e stuporoso delle persone infette. In genere i sintomi iniziano una o due settimane dopo il contagio.
Il tifo epidemico generalmente si verifica in epidemie quando sono presenti cattive condizioni igieniche e affollamento; un tempo era comune, oggi è raro. Il tifo degli acari si verifica nel Sud-est asiatico, in Giappone e nell'Australia settentrionale. Il tifo murino si verifica nelle aree tropicali e subtropicali del mondo.
Il trattamento è con doxiciclina.
La prevenzione si ottiene evitando l'esposizione agli organismi che diffondono la malattia. Sono stati sviluppati vaccini, ma nessuno è disponibile in commercio.